# Pluviasilva
Pluviasilva är ett släkte av insekter. Pluviasilva ingår i familjen vårtbitare.
Kladogram enligt Catalogue of Life:
| Pluviasilva | \| \| Pluviasilva levis \| \| \| \| \| \| Pluviasilva mexicana \| \| \| \| |
|             | \| \| Pluviasilva levis \| \| \| \| \| \| Pluviasilva mexicana \| \| \| \| |
|             | Pluviasilva levis                                                          |
|             |                                                                            |
|             | Pluviasilva mexicana                                                       |
|             |                                                                            |